# Yaquina Bay
Yaquina Bay is een kleine baai, waar de Yaquina-rivier uitmondt in de Stille Oceaan, in de Amerikaanse staat Oregon. De oppervlakte van de baai is ongeveer 8 vierkante kilometer. 
Het stadje Newport ligt direct ten noorden van de monding, met enige bebouwing aan de overkant. De monding wordt overspannen door de Yaquina Bay Bridge. De monding werd vroeger bewaakt door de vuurtoren van Yaquina Bay, die nu dienstdoet als museum.